# Heloiza Lacerda Pereira
Heloiza „Helô“ Lacerda Pereira (* 2. November 1990 in Belo Horizonte) ist eine brasilianische Volleyballspielerin.

## Karriere
Lacerda Pereira begann ihre Karriere im Alter von zwölf Jahren in der Schule. Ihr erster Profiverein war in der Saison 2007/08 Mackenzie EC in Belo Horizonte. Danach spielte sie für EC Pinheiros, São Bernardo Vôlei und Osasco Voleibol Clube. Mit Osasco erreichte sie 2011 den dritten Platz bei der Club-Weltmeisterschaft. Ihre nächsten Stationen waren der israelische Verein Hapoel Kirjat Ata sowie in Brasilien Luso/Preve/Concilig. 2012 wechselte die Diagonalangreiferin zum deutschen Bundesligisten VfB 91 Suhl. Mit dem Verein erreichte sie den zehnten Platz in der Bundesliga-Saison 2012/13. In Brasilien war sie anschließend für Associação Luso Brasileira de Bauru und Uniara Araraquara aktiv. In der Saison 2015/16 führte sie Associação Rio do Sul Vôlei in die Playoffs der brasilianischen Superliga. Anschließend spielte sie noch in Indonesien für Gresik Petrokimia. In der Saison 2016/17 gewann sie mit Sesc RJ die brasilianische Meisterschaft. Danach kehrte sie nach Bauru zurück. 2018 wurde sie vom französischen Verein Pays d’Aix Venelles Volley Ball verpflichtet. Ein Jahr später wechselte sie innerhalb der Liga zu Municipal Olympique Mougins Volley Ball. 2020 wechselte die Brasilianerin zum deutschen Bundesligisten USC Münster. Im Januar 2021 erlitt Lacerda im Spiel bei Allianz MTV Stuttgart einen Riss der Achillessehne und fiel für den Rest der Saison aus. Zur Saison 2021/22 wechselte sie nach Griechenland zu AO Lamia 2013.